# Rechten van de mens
De rechten van de mens of mensenrechten omvatten rechten waarop iedereen aanspraak kan maken, ongeacht herkomst, nationaliteit, overtuiging, geslacht, wettelijke status of andere kenmerken. Voorbeelden zijn het recht op vrije meningsuiting, het recht op leven, het recht op bescherming tegen marteling en het zelfbeschikkingsrecht.

## Soorten mensenrechten
Er bestaan rond honderd verschillende mensenrechten, vervat in internationale verdragen. Vele zijn vanaf de zeventiende eeuw geformuleerd maar rechten van burgers en andere bevolkingsgroepen werden al in het oude Mesopetamië en Rome op schrift gesteld. Mensenrechten worden vaak in drie categorieën ingedeeld. Die categorieën worden ook wel generaties genoemd, hoewel dat niet helemaal overeenkomt met de chronologische volgorde van vastlegging in internationale verklaringen en verdragen.
- Eerste generatie: burgerrechten en politieke rechten (kortweg BUPO), of klassieke grondrechten. Voorbeelden zijn het recht op vrije meningsuiting, godsdienstvrijheid en het recht op leven.
- Tweede generatie: economische, sociale en culturele rechten (kortweg ESC of ESOCUL). Ze leggen de nadruk op sociale rechtvaardigheid. Voorbeelden zijn het recht op voedsel, inkomen, onderdak en scholing. Deze rechten werden tegelijk met de burgerrechten en politieke rechten in 1948 vastgelegd in de Universele Verklaring van de Rechten van de Mens.
- Derde generatie: collectieve rechten. Die werden vooral vanaf de jaren 1970 vastgelegd en kregen steun in de ontwikkelingslanden tijdens de dekolonisatie, toen veel Afrikaanse en Aziatische staten het recht op zelfbeschikking, het recht op beheer van eigen grondstoffen en een eerlijke welvaartsverdeling voor hun eigen natie eisten.[4]

Omdat de collectieve rechten worden toegekend aan een groep (zoals een volk) en niet aan ieder individu, is hun status als mensenrechten omstreden. Ze kunnen namelijk botsen met de eerste twee categorieën, bijvoorbeeld wanneer een bevolkingsgroep in het streven naar zelfbeschikking de vrijheid van meningsuiting beperkt van degenen die de zelfbeschikking niet willen.
Mensenrechten van de eerste twee categorieën kunnen ook botsen. Er is bijvoorbeeld een spanningsveld tussen openbaarheid van rechtspraak en privacy. Het weren van homoseksuele leerkrachten is door christelijke scholen verdedigd vanuit het grondrecht op schoolkeuze volgens eigen religieuze opvattingen, maar botst dan met het recht op vrijwaring van discriminatie. Hetzelfde dilemma speelt bij een weigerambtenaar die met een beroep op de vrijheid van godsdienst geen homoseksuele stellen wil huwen. In dit soort gevallen moet de rechter of wetgever uitsluitsel geven.
Mensenrechten omvatten passieve en actieve rechten, of nog negatieve of positieve verplichtingen voor de overheid. Het recht op vrije meningsuiting is betrekkelijk eenvoudig te verwezenlijken, in zoverre als de overheid moet afzien van censuur en het opsluiten van politieke tegenstanders. De eerste generatie mensenrechten bestaat hoofdzakelijk uit dergelijke passieve rechten. Sociaaleconomische rechten daarentegen vereisen veel meer actieve staatsinterventie. Het recht op onderwijs bijvoorbeeld kan slechts dankzij schoolgebouwen, leerboeken en gekwalificeerde leraren worden gerealiseerd. Dit onderscheid tussen passief en actief is niet altijd scherp. Om vrijheid van meningsuiting of het kiesrecht te realiseren, moeten bepaalde instanties en juridische apparaten goed functioneren. Dat kost geld en vereist betrokkenheid van een overheid.

## Geschiedenis van de mensenrechten

### Oudste rechtsideeën
In iedere samenleving ontstond door de eeuwen heen een set normen en waarden, plus rechten die al dan niet waren vastgelegd in wetten. Uitgangspunt was telkens dat iedere mens het recht heeft op leven en bescherming, omdat de samenleving anders tot chaos zou vervallen. Daarnaast maken culturen gebruik van een morele visie: de mens is geen levenloos voorwerp, noch een dier, en heeft onvervreemdbare rechten. In het Wetboek van Hammoerabi, daterend van vóór 1750 v. Chr., stonden bepalingen over onder meer de onafhankelijkheid van rechters en de rechtspositie van de vrouw. De Tien geboden uit de Bijbel kunnen voor een deel als een vroege verzameling mensenrechten worden geïnterpreteerd, al was dat niet hun primaire functie. Ook de Egyptenaren hadden wetten die onderdanen een zekere bescherming boden. De Perzische koning Cyrus II de Grote legde op de zogeheten Cyrus Cilinder beginselen vast die door hedendaagse propagandisten zijn voorgesteld als een vroege formulering van mensenrechten. Filosofen uit de antieke Oudheid en de kerkvaders ontvouwden ideeën over rechtvaardigheid en bescherming tegen de willekeur van de staat. In de filosofie van de Stoa, zoals bij Panaetius van Rodos, lag de nadruk op menselijke waardigheid, redelijkheid in de politiek, maatschappelijke dienstverlening en een hoge mate van gelijkheid tussen mensen.

### Natuurrecht
In de middeleeuwen kwam in Europa het natuurrecht op: er bestaan door God gegeven universele en morele waarden, waarop alle denkbare rechten zijn gebaseerd. Alhoewel theoretici nadachten over mensenrechten, bleef toepassing in de praktijk uit. In het dagelijks leven stonden verplichtingen en gehoorzaamheid voorop. De horige was gebonden aan zijn landheer, de landheer aan zijn vorst en iedere burger aan God en de Kerk. Plicht prevaleerde boven recht. Wel waren er initiatieven zoals de handvesten van de Magna Carta (1215) en de Blijde Inkomst (1356) waarin de macht van de vorst aan banden werd gelegd ten gunste van de onderdanen.
Dit denken veranderde in de renaissance met de opkomst van het individualisme. Verplichtingen aan vorst en God moesten concurreren met de wens een mooi leven op aarde te leiden en het recht eigen ideeën te ontwikkelen. Het individu kwam centraal te staan, terwijl de nadruk op het collectief en verplichtingen afzwakte. Een vroege Renaissancedenker was Marsilius van Padua die de soevereiniteit van de staat tegenover de kerk benadrukte en stelde dat bestuur uitsluitend dient om de belangen van burgers te beschermen. Christine de Pizan schreef in 1406 Livre de la Cité des Dames (Boek van de stad der vrouwen) waarin ze opkomt voor de waardigheid en positie van vrouwen. De Nederlandse humanist Erasmus publiceerde Lof der zotheid, een veroordeling van de dwaasheden van de kerk. Hij drong aan op internationale arbitrage om geschillen tussen vorsten te beslechten. Niccolò Macchiavelli publiceerde in 1513 in Florence De vorst, waarin hij stelt dat wanorde kan worden uitgebannen als wettelijke middelen machtsmisbruik van de overheid tegengaan en vrijheid van meningsuiting garanderen.
De Engelse rechtsfilosoof John Locke (1632-1704) formuleerde basisbeginselen zoals deze:
- De mens bezit het recht op leven, vrijheid en veiligheid, het recht op eigendom en vrije meningsuiting: ieder individu heeft universele rechten.
- Deze onvervreemdbare rechten mogen alleen worden ingeperkt als de nationale of openbare orde in gevaar is (zoals in geval van oorlog of burgeroorlog).
- De primaire functie van de overheid is deze rechten te beschermen. Politieke instituties als een parlement moeten dit controleren.
- De vorst heeft geen droit divin (goddelijk recht) maar regeert krachtens een sociaal contract met de mensen die zich vrijwillig in een staat hebben verenigd.
- De burgermaatschappij vervangt de natuurlijke staat. In zo’n civil society garanderen regels en wetten dat de samenleving geen chaos wordt waarin de willekeur van de macht regeert.[bron?]

### Verlichting
Tijdens de Verlichting werd de ontwikkeling die met de Renaissance was ingezet, verder doorgezet. Belangrijke denkers van de Verlichting zoals Voltaire, Montesquieu, d'Holbach en Cesare Beccaria en Jean-Jacques Rousseau hadden gemeen dat zij veronderstelden dat de mens een rationeel wezen is dat zich kan verwezenlijken zonder tussenkomst van de kerk. Voltaire was tegenstander van de praktijk om door marteling bekentenissen af te dwingen en verdedigde de wegens religieuze intolerantie terdoodveroordeelde protestant Jean Calas. In zijn roman Candide stelde hij de wreedheden en onverschilligheid van zijn tijd aan de kaak. [Cesare Beccaria publiceerde in 1764, toen hij 26 jaar was, een omvangrijk essay tegen marteling, vernederende straffen, geheime rechtsprocedures en de doodstraf.

### Internationalisering van de mensenrechten
Eind 18e eeuw hadden deze nieuwe ideeën ook politieke gevolgen. De opvattingen van de Verlichting beïnvloedden de grondwetten van onder meer Pruisen, Oostenrijk en Frankrijk.
De Verenigde Staten riepen zichzelf in 1776 tot republiek uit, en in de Amerikaanse Onafhankelijkheidsverklaring werd voor het eerst gesteld dat iedereen gelijk is voor de wet. De Franse Revolutie van 1789 leidde tot de Verklaring van de Rechten van de Mens en de Burger. In Nederland vond in 1795 een Bataafse Revolutie plaats, waarna een grondwet werd aangenomen naar Frans voorbeeld. Elke burger was in deze Staatsregeling (1798) gelijk voor de wet 'zonder onderscheiding van geboorte, bezitting, stand of rang' en had vrijheid van meningsuiting, drukpers, vergadering en godsdienst.
Gedurende de 19e eeuw werd eveneens vooruitgang geboekt. De afschaffing van de slavenhandel en het tekenen van de eerste Geneefse conventie inzake de zorg voor gewonde soldaten (in 1864) waren de grootste mijlpalen. Na de Eerste Wereldoorlog werd de Volkenbond opgericht, maar het beschermen van mensenrechten bleef al die tijd overwegend een nationale zaak.
Na de Tweede Wereldoorlog vond verregaande internationalisering van de mensenrechten plaats. De oprichting van de Verenigde Naties met als doel de wereldvrede te handhaven werd al gauw gevolgd door de Universele Verklaring van de Rechten van de Mens (UVRM) in 1948. De beginselen van die verklaring werden bindend gemaakt in twee verdragen die de Verenigde Naties in 1966 aannamen, het Internationaal verdrag inzake burgerrechten en politieke rechten en het Internationaal verdrag inzake economische, sociale en culturele rechten. Andere VN-mensenrechtenverdragen zijn het Genocideverdrag (1948), het Internationaal Verdrag inzake de uitbanning van elke vorm van rassendiscriminatie (1965), het Verdrag inzake de uitbanning van alle vormen van discriminatie van vrouwen (1979), het Verdrag tegen foltering en andere wrede, onmenselijke en onterende behandeling of bestraffing (1984), het Verdrag inzake de rechten van het kind (1989), het Verdrag voor bescherming van werkende migranten en hun familie (1990), de VN-conventie inzake rechten van personen met een handicap (2006) en het Internationaal Verdrag inzake de bescherming van alle personen tegen gedwongen verdwijning (2006).
Naast deze VN-verdragen bestaan er regionale mensenrechtenverdragen die voor een werelddeel gelden, waaronder het Europees Verdrag voor de Rechten van de Mens (EVRM). De naleving hiervan wordt bewaakt door het Europees Hof voor de Rechten van de Mens. Bepalingen uit verdragen die een ieder kunnen verbinden zijn voor de Nederlandse wet bindend via artikel 93 Grondwet.

## Kritiek
Op het concept van de rechten van de mens is in verschillende vormen kritiek gekomen.

### Toepasbaarheid
De argumentatie is: in de praktijk geldt uiteindelijk het recht van de sterkste. Wie geld heeft bereikt meer in deze wereld; wie macht heeft komt met mensenrechtenschendingen weg, zoals dictaturen. Absolute gelijkheid bestaat dus niet. Bovendien los je netelige kwesties niet eenvoudig op: mogen staten bijvoorbeeld terroristen martelen om aan informatie over een volgende aanslag te komen? In deze opvatting zijn de beginselen van mensenrechten vaak naïef of van te weinig relevantie voor de politieke praktijk. Op de rol van niet-gouvernementele organisaties (ngo's) is kritiek geleverd door neomarxistische theoretici zoals Michael Hardt en Antonio Negri. Ze stellen dat de aanklachten van mensenrechtenschendingen die deze organisaties leveren, het 'excuus' vormen dat de internationale gemeenschap nodig heeft om oorlog te kunnen voeren waar het uitkomt, onder het mom van een humanitaire interventie.

### Groepsrechten
De redenering is: men kan beter uitgaan van de staat als collectief. Wat goed is voor de groep, is uiteindelijk goed voor ieder afzonderlijk, individuele rechten volgen dan vanzelf. Dit betoogde onder meer Karl Marx. Hij vond dat burgerrechten vooral de bourgeoisie en niet de arbeiders ten goede kwamen en noemde de (individuele) mensenrechten, in navolging van Jeremy Bentham, 'onzin over onzin, onzin op stelten'.

### Eigen tradities
Dit heet ook cultuurrelativisme: iedere samenleving heeft eigen waarden ontwikkeld die de mens rechten verschaffen, dus is het idee van universele waarden een fictie. Vooral Aziatische en Arabische regeringen hebben mensenrechten nogal eens veroordeeld als een concept uit het Westen, dat te zeer de nadruk legt op individuele grondrechten en het najagen van eigenbelang. Volgens hun opvatting zouden juist de tradities van de gemeenschap de toon van rechten en onderlinge verhoudingen moeten zetten. In deze opvatting is het collectief belangrijk. De overheid van de Volksrepubliek China legt de nadruk op het bewaren van maatschappelijke 'harmonie', die ze een traditionele confucianistische waarde noemt.

### Religieuze alternatieven
- Een rooms-katholieke opvatting van mensenrechten is verwoord door Paus Johannes Paulus II in zijn encycliek Centesimus Annus (1991)[14]. De mensenrechten omvatten

1. het recht op leven, waarvan een wezenlijk deel het recht is om, na verwekt te zijn, te groeien in de schoot van de moeder;
2. het recht om te leven in een gezin dat één is, en in een moreel milieu dat gunstig is voor de ontwikkeling van de eigen persoonlijkheid;
3. het recht om het eigen verstand en de eigen wil te doen rijpen in het zoeken en het kennen van de waarheid;
4. het recht om deel te nemen aan de arbeid om de aardse goederen ten nutte te maken en om uit die arbeid het levensonderhoud van zichzelf en van zijn dierbaren te winnen; en
5. het recht om vrij een gezin te stichten en om kinderen te ontvangen en op te voeden door de seksualiteit op verantwoorde wijze te beleven.

- Een islamitische opvatting is vervat in het Arabisch Handvest voor de Rechten van de Mens uit 1994 (herzien in 2004).[15] handvest volgt in grote lijnen de VN-verdragen, met enkele opvallende uitzonderingen. Het handvest

1. roept in de inleiding God aan en veroordeelt het zionisme;
2. noemt de wetgeving van de islam (sharia) als een basis van recht en rechtsmiddelen;
3. stelt dat vrijheden ondergeschikt kunnen worden gemaakt aan nationale wetten of het belang van de openbare orde; en
4. verklaart de doodstraf (alleen) onwettig als die wordt opgelegd voor politieke misdrijven.

### Vereenzelviging met burgerrechten
In de praktijk van staten wordt het idee van mensenrechten nogal eens vereenzelvigd of gelijkgesteld met de rechten van de burger, dat wil zeggen de ingezetene van een natie-staat. Dat zou leiden tot een miskenning van de rechten van vreemdelingen, met name statelozen en vluchtelingen. Hierdoor ontstaat het gevaar van uitsluiting en vormen van discriminatie en vervolging die haaks staan op de bedoeling van het oorspronkelijk concept. Reeds tijdens de Franse Revolutie zou zich dit hebben voorgedaan, toen buitenlanders al eerder een doelwit werden van de Terreur dan de aristocratie (adel). Verder zou dit in de 20e eeuw mede hebben geleid tot de Holocaust.
Deze kritiek werd onder meer geuit door de Amerikaanse filosofe Hannah Arendt, die lange tijd zelf stateloos was (zij was een vluchtelinge van Duits-Joodse afkomst die aan de Holocaust ontkwam, maar pas jaren later het Amerikaans staatsburgerschap verwierf), in haar On the Origins of Totalitarianism (1951) en door de Bulgaars-Franse filosofe Julia Kristeva in haar Etrangers à nous-mêmes (1988) en haar biografie Génie féminin, Hannah Arendt (1999).

## Bescherming van de mensenrechten
Ondanks de kritiek die er van de kant van staten, religieuze groeperingen, politieke denkers en anderen bestaat, is er wereldwijd een brede aanvaarding van mensenrechten. Dat blijkt onder meer uit het groot aantal staten dat internationale verklaringen en verdragen onderschrijft.

### Verdragen
Alle lidstaten van de Verenigde Naties aanvaarden de Universele Verklaring van de Rechten van de Mens. De meeste VN-mensenrechtenverdragen zijn door een (grote) meerderheid van de staten bekrachtigd. Bij het Verdrag inzake de uitbanning van alle vormen van discriminatie van vrouwen en het Verdrag inzake de rechten van het kind zijn bijna alle staten partij. De aanvaarding blijkt ook uit het zeer groot aantal internationale, nationale en plaatselijke organisaties voor mensenrechten, met een aanhang die sinds de jaren 1970 explosief groeide.
Binnen de Raad van Europa werd in 1950 het Europees Verdrag voor de Rechten van de Mens ondertekend, dat in 1953 van kracht werd.

### Humanitaire interventies
Het aanpakken van schendingen op internationaal niveau is lastig, omdat conflicten tussen staten dreigen. Tijdens de Koude Oorlog bijvoorbeeld veroordeelde het Westen regelmatig de onderdrukking van de burgers in het Oostblok, maar kwam zelden in actie uit angst voor escalatie. Behalve diplomatieke druk kunnen staten of de Verenigde Naties een humanitaire interventie plegen: gewapend ingrijpen in een ander land om grove schendingen aldaar te beëindigen. Voorbeelden daarvan waren de interventies in Somalië (1993-1995) en Kosovo (1999).

### Internationale rechtbanken
Om mensenrechten te beschermen kan een individu, een groep mensen of een staat naar de nationale rechter stappen. In Europa bestaat bovendien het Europees Hof voor de Rechten van de Mens, waar individuen van wie rechten geschonden zijn een klacht kunnen indienen tegen een staat. Ook kunnen staten andere staten voor het EHRM dagen. Speciale rechtbanken als het Joegoslaviëtribunaal kunnen schendingen van het internationaal humanitair recht berechten en de schuldigen straffen. Het in 1998 opgerichte Internationaal Strafhof heeft rechtsmacht met betrekking tot genocide, misdrijven tegen de menselijkheid, oorlogsmisdrijven en het misdrijf van agressie.

### Internationale instellingen
Binnen de Verenigde Naties vervangt sedert 2006 de Mensenrechtenraad de in 1946 opgerichte, maar politiek gestrande Mensenrechtencommissie. Uitvoerend orgaan is het Hoog Commissariaat voor de Mensenrechten (OHCHR) het departement dat zich inzet voor de promotie en bescherming van de mensenrechten. 
De VN hebben ook criteria vastgelegd – de Principes van Parijs - waaraan nationale overheidsinstellingen (NHRI’s) die zijn aangesteld om de mensenrechten te bewaken, moeten voldoen. Deze NHRI’s worden Europees overkoepeld door het European Network of National Human Rights Institutions (ENNHRI), en internationaal door de Global Alliance of National Human Rights Institutions (GANHRI), voorheen bekend als het International Coordinating Committee of National Human Rights Institutions (ICC).
De Europese Unie vaardigde in 2020 een wereldwijde EU-sanctieregeling voor de mensenrechten uit.

### Nationale instellingen

#### Nederland
Een aantal mensenrechten is in de Nederlandse Grondwet opgenomen. In het Nederlandse buitenlandbeleid zijn mensenrechten in de loop der jaren steeds meer een belangrijk speerpunt geworden De Minister van Buitenlandse Zaken schrijft jaarlijks in een mensenrechtenrapportage wat het kabinet heeft gedaan om de mensenrechtensituatie wereldwijd te verbeteren. De Commissie voor Buitenlandse Zaken bespreekt deze rapportage in een notaoverleg met de minister. In 2012 is het College voor de Rechten van de Mens ingesteld.

#### België
De basisrechten van de burger zijn vastgelegd in de Grondwet (Titel II, “De Belgen en hun rechten”). Het toezicht op de mensenrechten is sedert 2019 toevertrouwd aan het Federaal Instituut voor de bescherming en de bevordering van de rechten van de mens (FIRM), dat voor specifieke inbreuken doorverwijst naar andere Belgische mensenrechteninstellingen.

### Niet-gouvernementele organisaties
Mensenrechtenverdedigers zetten zich in voor een breed scala van doelstellingen: vrijlating van gevangenen, gevangenishervorming, vrijheid van vereniging, geloofsvrijheid, vakbondsrechten, actie tegen martelen, executies en gedwongen verdwijningen, bescherming van de rechten van asielzoekers en vluchtelingen, rechtsbijstand, non-discriminatie in de toegang tot sociaaleconomische rechten (voedsel, water, onderwijs, werk, gezondheidszorg en ontwikkeling), de mensenrechten van vrouwen en kinderen, mensenrechten van vreemdelingen, academische vrijheid en zo meer. Naast individuele mensenrechtenactivisten zijn er mensenrechtenorganisaties die zich dagelijks bezighouden met het bewaken van de door de VN-lidstaten aanvaarde (en vaak in nadere wetgeving vastgelegde) mensenrechten. Amnesty International, Human Rights Watch, Artsen zonder Grenzen, het Rode Kruis, Justitia et Pax en de Liga voor de Mensenrechten zijn voorbeelden van internationale organisaties.
Naarmate internet belangrijker is geworden voor acties ten behoeve van mensenrechten, is ook de aandacht van mensenrechtenorganisaties voor censuur op internet gegroeid. Organisaties als Verslaggevers zonder Grenzen publiceren lijsten van landen waar internet op grote schaal wordt gecensureerd. Daaronder waren Birma, Cuba, Eritrea, Iran, Noord-Korea, Saoedi-Arabië, Turkmenistan en Vietnam. In China lijkt de overheidscensuur op internet het meest geavanceerd. Andere actieve organisaties op dit terrein zijn het internationale Comité ter Bescherming van Journalisten, Freedom House en Bits of Freedom.
Verscheidene mensenrechtenorganisaties, waaronder ook de grote zoals Amnesty International en Human Rights Watch, hebben in de loop der jaren hun werkterrein steeds meer uitgebreid naar ook de sociaaleconomische rechten. Het afdwingen van sociaaleconomische rechten kent veel problemen. Het is lastig om iedere wereldburger van eten, een baan en een dak boven het hoofd te voorzien, ondanks hulp van ngo’s. Dictaturen kunnen sociaaleconomische rechten bovendien als excuus gebruiken om grondrechten op te schorten: vrijheid van meningsuiting kun je niet eten, brood wel, redeneren ze. Mensenrechtenorganisaties geven in het algemeen geen grootschalige hulp, zoals ontwikkelingsorganisaties, maar vragen door actie en lobby vooral om toegang zonder discriminatie tot voorzieningen.

## Verder lezen
- (en)  Encyclopaedia Britannica: Human Rights
- College voor de Rechten van de Mens: Wat zijn mensenrechten? - mensenrechten.nl
- (en)  Stanford Encyclopedia of Philosophy: Human Rights